# Research Corporation
Die Research Corporation for Science Advancement (RCSA) ist eine Einrichtung in Tucson, Vereinigte Staaten, die sich dem Fortschritt in den Wissenschaften widmet. Seit 1912 finanziert sie Forschungsvorhaben im Bereich der Physik.
Die Organisation mit Sitz in Tucson wurde von Frederick Gardner Cottrell, einem amerikanischen Chemiker und Erfinder, gegründet. Den anfänglichen Stiftungsstock bezahlte er aus den Patenteinnahmen des von ihm erfundenen Elektrofilters. Sie war die zweite Stiftung in den Vereinigten Staaten (nach der Carnegie Foundation for the Advancement of Teaching) und die erste, die sich ausschließlich der Förderung der Wissenschaften verschrieb.
Besonders während der 1920er und 1930er Jahre übertrugen viele Wissenschaftler ihre Patente an die Research Corporation um sicherzustellen, dass alle Profite dem wissenschaftlichen Fortschritt zugutekämen. Die Research Corporation war ein maßgebliches Vorbild in Fragen des geistigen Eigentums in der Wissenschaft.

## Geförderte Nobelpreisträger
- Harold C. Urey: Chemienobelpreis 1934
- Ernest Lawrence: Physiknobelpreis 1939 für das Zyklotron
- Isidor Isaac Rabi: Physiknobelpreis 1944
- Percy W. Bridgman: Physiknobelpreis 1946
- Edward Calvin Kendall: Medizinnobelpreis 1950 für die Entdeckung von Cortison und  Thyroxin
- Felix Bloch: Physiknobelpreis 1952 für die Kernspinresonanz
- Edward Mills Purcell: Physiknobelpreis 1952
- George Wells Beadle: Medizinnobelpreis 1958
- Edward Lawrie Tatum: Medizinnobelpreis 1958
- Severo Ochoa: Medizinnobelpreis 1959
- Robert Hofstadter: Physiknobelpreis 1961
- Feodor Lynen: Medizinnobelpreis 1964
- Robert B. Woodward: Chemienobelpreis 1965
- Manfred Eigen: Chemienobelpreis 1967
- Robert W. Holley: Medizinnobelpreis 1968
- Max Delbrück: Medizinnobelpreis 1969
- William Lipscomb: Chemienobelpreis 1976
- George Wald: Medizinnobelpreis 1979
- Herbert Charles Brown: Chemienobelpreis 1979 für Organoborane
- Georg Wittig: Chemienobelpreis 1979
- Dudley R. Herschbach: Chemienobelpreis 1986
- Donald J. Cram: Chemienobelpreis 1987 für Moleküle mit strukturspezifischer Wechselwirkung von hoher Selektivität (Supramolekulare Chemie)
- Thomas R. Cech: Chemienobelpreis 1989 für selbst-spleißende RNA
- Elias James Corey Jr.: Chemienobelpreis 1990 für die Einführung der Retrosynthese
- Rudolph Arthur Marcus: Chemienobelpreis 1992 für die Theorie der Elektronenüberführung in chemischen Systemen
- Edwin Gerhard Krebs: Medizinnobelpreis 1992
- Joseph Hooton Taylor Jr.: Physiknobelpreis 1993 für die Entdeckung eines Pulsars in einem Doppelsternsystem
- Frederick Reines: Physiknobelpreis 1995 für die Entdeckung des Neutrinos
- Robert F. Curl: Chemienobelpreis 1996 für die Entdeckung der Fullerene
- Richard E. Smalley: Chemienobelpreis 1996 für die Entdeckung der Fullerene
- Robert C. Richardson: Physiknobelpreis 1996 für die Entdeckung der Suprafluidität von Helium-3 bei tiefen Temperaturen
- Ahmed Zewail: Chemienobelpreis 1999 für Arbeiten in der Femtochemie
- Alan MacDiarmid: Chemienobelpreis 2000 für die Entdeckung leitfähiger Polymere
- Carl E. Wieman: Physiknobelpreis 2001 für Bose-Einstein-Kondensate